# 川崎民商事件
川崎民商事件（かわさきみんしょうじけん）とは、税法上の質問・検査権の規定に関する事件。

## 概要
1963年5月頃、国税庁は民主商工会の介在が適正な税務執行、調査等を妨げる要因となり、会員の納税申告額は一般の納税者の申告に対して低額になされている疑いがあるといて、各国税局に対し、民主商工会員に対する税務調査を徹底的に行うように指示した。東京国税局はこれを受けて、川崎税務署に対しこの旨を伝達するとともに、同年9月頃に7名の東京国税局直税部職員に川崎税務署所得税第二課付の併任辞令を出し、川崎税務署は管内の民主商工会員の所得税確定申告の調査に着手した。
川崎民主商工会役員も務めたこともある食肉販売業者に1962年度の所得税確定申告に過少申告の疑いがあったため、川崎税務署職員3名は帳簿書類の検査の為、食肉販売業者店舗に赴いたところ、食肉販売業者は「ダメだ、ダメだ、事前通知がなければ調査に応じられない」等と大声をあげたり、税務署職員の左上膊部を引っ張るなどして検査を拒んだ。そのため、食肉販売業者は所得税法違反の検査拒否罪で在宅起訴された。
1966年3月25日に横浜地裁は被告人に罰金1万円執行猶予2年の有罪判決を言い渡し、1968年8月23日に東京高裁は原判決を破棄して被告人に罰金1万円の有罪判決を言い渡した。被告人は無令状による強制的な検査を認める所得税法及び質問に対する検査拒否罪は憲法第35条の令状主義と憲法第38条の黙秘権に違反すると主張して上告した。
1972年11月22日に最高裁は「所論のうち、憲法三五条違反をいう点は、旧所得税法七〇条一〇号、六三条の規定が裁判所の令状なくして強制的に検査することを認めているのは違憲である旨の主張である。たしかに、旧所得税法七〇条一〇号の規定する検査拒否に対する罰則は、同法六三条所定の収税官吏による当該帳簿等の検査の受忍をその相手方に対して強制する作用を伴なうものであるが、同法六三条所定の収税官吏の検査は、もっぱら、所得税の公平確実な賦課徴収のために必要な資料を収集することを目的とする手続であって、その性質上、刑事責任の追及を目的とする手続ではない。右検査が、実質上、刑事責任追及のための資料の取得収集に直接結びつく作用を一般的に有するものと認めるべきことにはならない。（中略）この場合の強制の態様は、収税官吏の検査を正当な理由がなく拒む者に対し、同法七〇条所定の刑罰を加えることによって、間接的心理的に右検査の受忍を強制しようとするものであり、かつ、右の刑罰が行政上の義務違反に対する制裁として必ずしも軽微なものとはいえないにしても、その作用する強制の度合いは、それが検査の相手方の自由な意思をいちじるしく拘束して、実質上、直接的物理的な強制と同視すべき程度にまで達しているものとは、いまだ認めがたいところである。国家財政の基本となる徴税権の適正な運用を確保し、所得税の公平確実な賦課徴収を図るという公益上の目的を実現するために収税官吏による実効性のある検査制度が欠くべからざるものであることは、何人も否定しがたいものであるところ、その目的、必要性にかんがみれば、右の程度の強制は、実効性確保の手段として、あながち不均衡、不合理なものとはいえないのである」として上告を棄却し、判決が確定した。
国税徴収法第142条に基づく捜索についても、川崎民商大法廷判決に照らして「もっぱら、租税の公平確実な賦課徴収を目的とする手続であって、その性質上、刑事責任の追及を目的とする手続ではない。滞納の事実は客観的に明白であり、捜索はその滞納処分のために必要があるときに限られ、実質上、刑事責任追及のための資料の取得収集に直接結びつく作用を一般的に有するものと認めるべきことにはならない。その作用する強制の度合いは、租税債権の実現を図ることを目的とするものに過ぎず、刑事責任の追及を目的とする手続に直接結びつくものではないから、基本的人権の侵害の度合いは比較的少ないといえる。国家財政の基本となる徴税権の適正な運用を確保し、租税の公平確実な賦課徴収を図るという公益上の目的を実現するために実効性のある制度が欠くべからざるものであることは、何人も否定しがたいものであるところ、その目的、必要性にかんがみれば、右の程度の強制は、実効性確保の手段として、あながち不均衡、不合理なものとはいえないこと」を挙げ、私法上の強制執行の場合も執行官の捜索につき令状を必要としない点も踏まえて、憲法第35条に違反しないと解されている。